# Burni Singahmata
Burni Singahmata är ett berg i Indonesien.   Det ligger i provinsen Sumatera Utara, i den västra delen av landet, 1 500 km nordväst om huvudstaden Jakarta. Toppen på Burni Singahmata är 1 662 meter över havet.
Terrängen runt Burni Singahmata är kuperad åt nordväst, men åt sydost är den bergig. Trakten runt Burni Singahmata är nära nog obefolkad, med mindre än två invånare per kvadratkilometer. I omgivningarna runt Burni Singahmata växer i huvudsak städsegrön lövskog.